# Reicho
Reicho is een plaats en voormalige gemeente in de Duitse deelstaat Saksen-Anhalt, en maakt deel uit van het district Wittenberg.
Reicho telt 73 inwoners.